# 1970 рік у науковій фантастиці
1970 рік у науковій фантастиці ознаменувався цілою низкою подій.

## Вперше видані науково-фантастичні книги[1]

### Вперше опубліковані романи
1. Чарльз Плетт[en] «Блукачі міста» (англ. «The City Dwellers», 1970)    (Англія, США)[2].
2. Едвард Блішен[en] та Леон Ґарфілд[en] «Бог під товщею моря[en]» (англ. «The God Beneath the Sea») (Англія)[3].
3. Філіп Хосе Фармер «Бог-тигр[en]» (англ. «Lord Tyger»)  (США)[4].
4. Ніл Баррет-молодший «Брама часу» (англ. «The Gates of Time»)  (США)[5].
5. Роберт Сілверберг «Вежа зі скла» (англ. «Tower of Glass»)  (США)[6].
6. Френк Герберт «Відбатожена зірка[en]» (англ. «Whipping Star»)  (США)[7].
7. Меріон Зіммер-Бредлі «Вітри Дарковеру[en]» (англ. «The Winds of Darkover») (США)[8]
8. Рон Ґуларт[en] «Вогнеглотач» (англ. «The Fire-Eater»») (США)[9].
9. Розел Браун «Води Кентавра» (англ. «The Waters of Centaurus »)  (США)[10].
10. Філіп Хосе Фармер «Володар дерев[en]» (англ. «Lord of the Trees»)  (США)[11].
11. Жерар Клайн «Володарі війни[fr]« (фр. «Les Seigneurs de la guerre»)  (Франція)[12]
12. Роберт Сілверберг „Всесвітній ярмарок 1992-го року“ (англ. «World's Fair 1992»)  (США)[13]
13. Ґреґорі Бенфорд «Глибше за темряву» (англ. «Deeper Than the Darkness»)  (США)[14].
14. Брати Стругацькі «Готель «Біля Загиблого Альпініста» (рос. «Отель «У Погибшего Альпиниста»»)  (Російська РФСР)[15].
15. Кліффорд Сімак «Геть з їх розуму[en]» (англ. «Out of Their Minds »)  (США)[16].
16. Гордон Р. Діксон «Година орди» (англ. «Hour of the Horde»)*  (США)[17].
17. Урсула Ле Ґуїн «Гробниці Атуану» (англ. «The Tombs of Atuan»)  (США)[18].
18. Йоганнес Аллен[da] «Дата смерті» (дан. «Data for din død») (Данія)[19].[20]
19. Роджер Желязни «Дев'ять принців Амбера» (англ. «Nine prince of Amber»)  (США)[21].
20. Джеймс Бліш «День після судного» (англ. «The Day After Judgment»)  (США, Англія)[22].
21. Артур Селлінз «День сміття» (англ. «Junk Day») (Англія)[23].
22. Річард Бах «Джонатан Лівінгстон, мартин (англ. «Jonathan Livingston Seagull»)  (США)[24].
23. Дін Кунц „Дитя звіра“ (англ. «Beastchild») (США)[25].
24. Кіт Ломер „Дім у листопаді“ (англ. «The House in November)* (США)[26].
25. Альфред Е. ван Воґт „Діти завтрашнього дня“ (англ. «Children of Tomorrow»)  (Канада), (США)[27].
26. Роберт Сілверберг „Додолу, до Землі“ (англ. «Downward to the Earth»)  (США)[28]
27. П'єр Барбе[fr] „Драгуни Ерідана“ (фр. «Les grognards d'Éridan»)  (Франція)[29].
28. Ференц Карінті[en] «Епепе[it]» (угор. «Epepe»)  (Угорщина)[30].
29. Гаррі Гаррісон «Ефект Далета» (англ. «The Daleth Effect»)*  (США), (Ірландія)[31].
30. Джон Слейдек «Ефект Мьоллера-Фокера» (англ. «The Müller-Fokker Effect»)  (Англія, США)[32].
31. Чарльз Плетт[en] «Звалище» (англ. «The Gas», 1970)    (Англія, США)[33].
32. Людек Пешек (чеськ. Luděk Pešek) «Земля поряд: експедиція на Марс» (нім. «Die Erde ist nah: Die Marsexpedition») (1970) (Чехія, Німеччина)[34].
33. Герберт Франке «Зона нуль[fr]» (нім. «Zone Null») (Австрія, Німеччина)[35].
34. Хол Клемент «Зоряне світло[en]» (англ. «Star Light»)  (США)[36].
35. Філіп Хосе Фармер «Кам'яний бог прокидається» (англ. «The Stone God Awakens») (США)[37].
36. Ніл Баррет-молодший «Келвін» (англ. «Kelwin»)  (США)[38].
37. Мак Рейнольдс «Колись відійшов» (англ. «Once Departed»), (США)[39]
38. Андре Нортон «Крижана корона» (англ. «Ice Crown»)  (США)[40].
39. Микола Дашкієв «Кришталеві дороги» (укр. «Кришталеві дороги»)  (Українська РСР)
40. Філіп Дік «Лабіринт смерті[en]» (англ. «A Maze of Death», 1970)  (США)[41]
41. Марек Корейво «Люди з планети Земля» (пол. «Ludzie z planety Ziemia») (Польща)[42].
42. Колін Ендерсон (англ. Colin Anderson)[43] «Магелан» (англ. «Magellan») (Англія)[44].
43. Гаррі Гаррісон «Медик космольоту» (англ. «Spaceship Medic»)  (США, Ірландія)[45].
44. Баррі Н. Молзберґ «Мешканці глибин» (англ. «Dwellers of the Deep»)  (США)[46].
45. Сем Люндвалл «Минув час героїв[cs]» ((англ. «No Time for Heroes»), шведською швед. «Inga Hjaltar har»)  (Швеція)[47].
46. Хіросе Тадаші[ja] «Мінус нуль» (яп. «マイナス ゼロ』») (Японія)[48].
47. Дейвід Ґрінелл «На Венеру! На Венеру!» (англ. «To Venus! To Venus!»)  (США)[49].
48. Петер Жолдош „Надзавдання“ (угор. «A Feladat»)  (Угорщина)[50].
49. Філіп Дік „Наші друзі з Фролікса 8[en]“ (англ. «Our Friends from Frolix 8», 1970)  (США)[51]
50. Александер Кі[en] „Неймовірний приплив[en]“ (англ. «The Incredible Tide»)  (США)[52].
51. Микола Амосов „Нотатки з майбутнього“ (рос. «Записки из будущего»)  (Українська РСР)[53]
52. Тед Вайт[en] „Одержимі фуріями“ (англ. «By Furies Possessed») (США)[54].
53. Боб Шо „Один мільйон завтра[en]“ (англ. «One Million Tomorrows»)**  (Північна Ірландія)[55].
54. Джин Вулф „Операція Арес[en]“ (англ. «Operation Ares») (США)[56].
55. Кир Буличов „Остання війна“ (рос. «Последняя война») (Російська РФСР)[57].
56. Уго Малагуті „Палац у небі“ (італ. Il Palazzo nei Cielo)  (Італія)[58].
57. Ден Морґан[en] „Пастка для розумів“ (англ. «The Mind Trap») (Англія)[59].
58. Пол Андерсон „Пекельний цирк“ (англ. «A Circus of Hells») з циклу про Домініка Флендрі[en]  (США)[60].
59. Джеймс Т. Макінтош[en] „Переселення[en]“ (англ. «Transmigration») (Шотландія)[61].
60. Кетрін Курц „Піднесення Деріні[en]“ (англ. «Deryni Rising») (США)[62].
61. Філіпп Кюрваль „Піски Фалона“ (фр. «Les sables de Falun») (Франція)[63].
62. Рон Ґуларт[en] „Після того, як все пішло крахом“ (англ. «After Things Fell Apart») (США)[64].
63. Нільс Нільсен „Планета волоцюг“ (дан. «Vagabondernes Planet»)  (Данія)[65]
64. Джон Джейкс[en] „Планета шестизарядного пістолета“ (англ. «Six-Gun Planet»)  (США)[66].
65. Майкл Коллінз[en] „Планети смерті“ (англ. «The Planets of Death) (США)[67].
66. Джек Венс „Пнум[en]“ (англ. «The Pnume»)  (США)[68].
67. Курт Штайнер[en] „Подряпаний диск“ (фр. «Le disque rayé») (Франція)[69].
68. Гаррі Гаррісон „Помста Щура з нержавіючої сталі“ (англ. «The Stainless Steel Rat's Revenge»)  (США, Ірландія)[70].
69. Альфред Е. ван Воґт „Пошук майбутнього“ (англ. «Quest for the Future»)*  (Канада), (США)[71].
70. Нільс Нільсен „Правителі“ (дан. «Herskerne»)  (Данія)[72]
71. Дейвід Роум (англ. David Rome)[73] „Присідання: сексуальні пригоди на інших планетах“ (англ. «Squat: Sexual Adventures on Other Planets»)  (Австралія)[74].
72. Вілсон Такер „Рік спокійного Сонця“ (англ. The Year of the Quiet Sun)  (США)[75].
73. Кейт Вільгельм та Теодор Л. Томас[en] „Рік хмари“ (англ. «Year of the Cloud») (США)[76].
74. Сем Дж. Люндвалл „Світ Аліси“ англ. «Alice's World») (Швеція)
75. Ларрі Нівен „Світ-кільце“ (англ. «Ringworld», 1970)  (США)[77].
76. Мак Рейнольдс „Світ-комп'ютер“ (англ. «Computer World»)*, (США)[78]
77. Джон Бойд „Секс та вища команда“ (англ. «Sex and the High Command»)  (США)[79].
78. Едмунд Купер[en] „Син Кронка“ (англ. «Son of Kronk») (Англія)[80].
79. Фред та Джеффрі Гойл[en] „Сім кроків до Сонця“ (англ. «Seven Steps to the Sun»)  (Англія)[81].
80. Еміль Петайя „Сім'я сплячих“ (англ. «Seed of the Dreamers»)  (США)[82].
81. Джеймс Ґанн „Слухачі[en]“ (англ. «The Listeners»)  (США)
82. Дейвід Ґай Комптон „Сталевий крокодил“ (англ. «The Steel Crocodile») (Англія)[83]
83. Джоанна Расс «Та хаос помер...» (англ. «And Chaos Died») (США)[84].
84. Гордон Р. Діксон „Тактика помилок“ (англ. «Tactics of Mistake»)**  (США)[85].
85. Кіт Ломер „Тасувальник світів“ (англ. «The World Shuffler»)  (США)[86].
86. Пол Андерсон „Тау — нуль“ (англ. «Tau Zero»)  (США)[87].
87. Карл Едвард Вагнер „Темрява тягнеться багатьма відтінками“ (англ. «Darkness Weaves with Many Shades»)  (США)[88]
88. Джон Браннер „Тіні Ґауді“ (англ. «The Gaudy Shadows»)  (Англія)[89].
89. Джон Бойд „Ферма банку органів“ (англ. «The Organ Bank Farm»)  (США)[90].
90. Джон Крістофер „Хранителі[en]“ (англ. «The Guardians»)    (Англія, США)[91].
91. Дейвід Ґай Комптон „Хронокули“ (англ. «Chronocules») (Англія)[92].
92. Айра Левін «Цей чудовий день» (англ. «This Perfect Day»)  (США)[93].
93. Демьєн Бродерік „Чаклунський світ“ (англ. «Sorcerer's World»)  (Австралія)[94].
94. Сильвія Індал[en] „Чарівниця з зірок[en]“ (англ. «Enchantress from the Stars»)  (США)[95].
95. Джек Фінні „Час та знову час“ (англ. «Time and Again») (США)[96].
96. Кіт Ломер „Часова пастка“ (англ. «Time Trap») (США)[97].
97. Джой Чент[en] „Червоний місяць та чорна гора[en]“ (англ. «Red Moon and Black Mountain»), (Англія)[98][99]
98. Р. А. Лафферті „Четверті притулки“ (англ. «Fourth Mansions») (США)
99. Томас Л. Шерред[en] „Чужинський острів“ (англ. «Alien Island»)  (США)[100].
100. Еме Беекман „Шарманка“ (ест. «Väntorel») (Естонська РСР[101] (рос.).
101. Роберт Гайнлайн „Я не буду боятися злого“ (англ. «I Will Fear No Evil») (США)[102].

- Романи, що раніше видавалися, проте видані вперше у відповідному форматі, варіанті редакції та відповідного розміру.
  - Романи видані в журнальному варіанті у вигляді серіалу

### Вперше видані авторські збірки пов'язаних творів короткої та середньої форми
1. Кіт Робертс „Внутрішнє колесо“ (англ. «The Inner Wheel») (Англія)[103].
2. Гаррі Гаррісон «Один крок від Землі[en]» (англ. «One Step from Earth»)  (США, Ірландія)[104].

### Вперше видані авторські збірки творів короткої та середньої форми
1. Говард Фаст «Генерал підстрелив янгола[en]» (англ. «The General Zapped an Angel») [105].
2. Р. А. Лафферті «Дев'ять мільйонів бабусь» (англ. «Nine Hundred Grandmothers»)  (США)[106].
3. Едмунд Купер[en] «Квадратний корінь з завтра» (англ. «The Square Root of Tomorrow») [107].
4. Роберт Сілверберг «Кубічний корінь з невизначеності» (англ. «The Cube Root of Uncertainty») [108].
5. Ілля Варшавський «Лавка сновидінь» (рос. «Лавка сновидений») (Російська РФСР)[109].
6. П'єр Буль «Любов і гравітація» (нім. «Die Liebe und die Schwerkraft», французькою — «фр. «L'amour et la pesanteur»»)[110].
7. Фредерик Пол «Мільйонний день[en]» (англ. «Day Million»)  (США)[111].
8. Браєн В. Олдіс «Момент затемнення[en]» (англ. «The Moment of Eclipse»)  (Англія)[112].
9. Гордон Р. Діксон «Мутанти[en]»(англ. «Mutants»)  (США)[113].
10. Браєн В. Олдіс «Неандертальська планета[en]» (англ. «The Moment of Eclipse»)  (Англія)[114].
11. «Жак Стернберґ[fr]» «Нульовий всесвіт» (фр. «Les Chefs-d'œuvre de la science-fiction») (Франція)[115][116].
12. Пол Андерсон «Оповіді літаючих гір» (англ. «Tales of the Flying Mountains»)  (США)[117].
13. Роберт Сілверберг «Парсеки та притчі» (англ. «Parsecs and Parables»)  (США)[118].
14. Гаррі Гаррісон «Перший номер[en]» (англ. «Prime Number»)  (США, Ірландія)[119].
15. Хорхе Борхес «Повідомлення Броуді[es]» (ісп. «El informe de Brodie») (Аргентина)[120]
16. Кіт Ломер «П’ять доль» (англ. «Five Fates») (США)[121].
17. Деймон Найт «Світ без дітей та земний квартал» (англ. «World Without Children and The Earth Quarter»)  (США)[122].
18. Фредерик Пол «Століття кошмарів» (англ. «Nightmare Age)  (США)[123].
19. Жан-П'єр Андревон «Сьогодні, завтра і незабаром» (фр. «Aujourd'hui, demain et après») (Франція)[124].
20. Геннадій Гор «Фантастичні повісті та оповідання» (рос. «Фантастические повести и рассказы») (Російська РФСР)[125].

### Вперше видані колективні антології
1. «Інші світи, інші моря: науково-фантастичні оповідання країн соціалізму» (англ. «Other Worlds, Other Seas: Science-Fiction Stories from Socialist Countries]») (США) за редакцією Дарко Сувіна[en][126].
2. «Найкраща наукова фантастика року, Вип. № 3» (англ. «The Year's Best Science Fiction No. 3») (Англія) за редакцією Гаррі Гаррісона та Браєна В. Олдіса[127].
3. «Найкраща наукова фантастика світу: 1970» (англ. «World's Best Science Fiction: 1970») (США) за редакцією Дональда Е. Воллгайма та Террі Карра[en][128].
4. «Нова 1» (англ. «Nova 1») (Англія) за редакцією Гаррі Гаррісона[129].
5. «Нове написане в НФ 16[en]» (англ. «New Writings in SF 16») (Англія) за редакцією Едварда Джона Карнелла[en][130].
6. «Нове написане в НФ 17[en]» (англ. «New Writings in SF 17») (Англія) за редакцією Едварда Джона Карнелла[en][131].
7. «НФ: Авторський вибір 2» (англ. «SF: Authors' Choice 2») (Англія) за редакцією Гаррі Гаррісона[132].
8. «Оповідання премії «Неб'юла» 5[en]» (англ. «Nebula Award Stories 5») (Англія) за редакцією Джеймса Бліша[133].
9. «Орбіта[en] 6» (англ. «Orbit 6») (США) за редакцією Деймона Найта[134].
10. «Орбіта[en] 7» (англ. «Orbit 7») (США) за редакцією Деймона Найта[135].
11. «Орбіта 8» (англ. «Orbit 8») (США) за редакцією Деймона Найта[136].
12. «Рік 2000-й» (англ. «The Year 2000») (Англія) за редакцією Гаррі Гаррісона[137].
13. «Жак Стернберґ[fr]» «Шедеври наукової фантастики[fr]» (фр. «Les Chefs-d'œuvre de la science-fiction») (Франція)[138][139].

### Вперше видані нехудожні книги науково-фантастичного та футурологічного характеру

#### Критичні роботи на фантастичні теми

##### Критичні роботи про життя та творчість письменників фантастів
1. Володимир Сидельник[be] (біл. Уладзімір Дзянісавіч Сядзельнік) «Герман Гессе та швейцарська література» (рос. «Герман Гессе и швейцарская литература») (Російська РСФР)[140]
2. Сьюзен Купер[en] (англ. Susan Cooper) «Д. Б. Прістлі: портрет автора» (англ. «J.B.Priestley: Portrait of An Author») (Англія)[141]
3. Дейвід Гірш Ґолдсміт (англ. David Hirsh Goldsmith) «Романи Курт Воннегут-молодшого» (англ. «The Novels of Kurt Vonnegut, Jr.») (США)[142][143]
4. «Творчість Андрія Платонова. Статті та повідомлення» (рос. «Творчество Андрея Платонова. Статьи и сообщения»), за редакцією Владислава Скобелєва[ru] (рос. Владислав Петрович Скобелев) (відповідальний редактор) та інших (Російська РСФР)[144]

##### Критичні роботи про теми, сюжети та історію розвитку фантастики
1. Гарольд Лінде Берґер (англ. Harold Lynde Berger) «Антиутопічна наукова фантастика середини ХХ століття» (англ. «Anti-Utopian Science Fiction of the Mid-Twentieth Century») (Англія)[145].[146]
2. Вілья Етелін-молодший (англ. William Atheling, Jr.) «Більше про те, що під руками» (англ. «More Issues at Hand») (США, Англія)[147]
3. Браєн В. Олдіс (англ. Brian W. Aldiss) «Вигляд прийдешніх речей» (англ. «The Shape of Further Things») (США)[148]
4. Мерілин Джин Ґрінлоу (англ. Marilyn Jean Greenlaw) «Вивчення впливу технології на людські цінності, відображене в сучасній науковій фантастиці для дітей» (англ. «Study of the Impact of Technology on Human Values as Reflected in Modern Science Fiction for Children») (США)[149][150]
5. Джон Бекстер[en] (англ. John Baxter) «Наукова фантастика та кіно» (англ. «Science Fiction and the Cinema») (Австралія)[151][152].
6. Вільям Джон Дові (англ. William John Dowie, Jr.) «Релігійна белетристика в негідний час: Чарльз Вільямс, К. С. Льюїс та Дж. Р. Р. Толкін» (англ. «Religious Fiction in a Profane Time: Charles Williams, C. S. Lewis and J. R. R. Tolkien») (США)[153][154]
7. Лоїс Роуз (англ. Lois Rose) & Стівен Роуз (англ. Stephen Rose) «Розбите кільце: наукова фантастика та пошуки сенсу» (англ. «The Shattered Ring: Science Fiction and the Quest for Meaning») (Англія)[145].[155]
8. Карло Паґетті (італ. Carlo Pagetti) «Сенс майбутнього: Наукова фантастика в американській літературі» (італ. «Il senso del futuro: La fantascienza nella letteratura Americana») (Італія)[156].[157]
9. Родні Вернон Бодден (англ. Rodney Vernon Bodden) «Сучасна фантастична белетристика в Аргентині» (англ. «Modern Fantastic Fiction in Argentina») (США)[158][150]

#### Футурологічні праці
1. Станіслав Лем (пол. Stanisław Lem) «Фантастика та футурологія» (пол. «Fantastyka i futurologia») (США)[159].[160]

## Науково-фантастичні фільми, що вперше з'явилися на екранах
1. «Злочини майбутнього[en]» (англ. «Crimes of the Future») , (Канада), фантастична драма режисера Дейвідом Кроненберґа, знята за його ж сценарієм та зпродюсована ним[161]. Прем'єра фільму відбулася у червні, в Австралії.
2. «Колос: проект Форбіна» (англ. «Colossus: The Forbin Project») , (США), зпродюсована Стенлі Чейзом фантастична драма режисера Джозефа Сарджента[en], знята за сценарієм Джеймса Бріджеса[en] на основі роману Колос англійського прозаїка Денніса Фелтема Джоунза[162]. Прем'єра фільму відбулася 8 квітня.
3. «Під планетою мавп» (англ. «Beneath the Planet of the Apes») , (США), зпродюсований Артура П. Джейкобза[en], режисера Теда Поста, знятий за сценарієм Пола Дегна[en] на основі синопсису Пола Дегна та Морта Ебрамса[en] як продовження та за мотивами сюжету роману Планета мавп французького письменника-фантаста П'єра Буля. Прем'єра стрічки відбулася 26 травня[163].
4. «Я вбив Ейнштейна, панове!» (англ. «Zabil jsem Einsteina, pánové!»)  (Чехія), режисера Теда В. Майклза[en] за сценарієм Йозеф Несвадби, Мілоша Мацоурек[cs] та Олдржиха Липського[cs][164].

### Фантастичні мультфільми, що вперше з'явилися на екранах
1. 30000 миль під водою[en] «30,000 Miles Under the Sea (яп. 海底3万マイル, Кайтей сан-мен міл)  (Японія), режисера Такеші Тамія (яп. 田宮武), зпродюсований Хіроші Окава[ja], за сценарієм Кацумі Окамото (яп. 岡本克巳), на основі Сьотаро Ісиноморі[ru][165].
2. Синій птах[ru] (Російська РФСР), режисера Василя Ливанова за його ж сценарієм, створеним за мотивами однойменної п'єси Моріса Метерлінка[166].

## Науково-фантастичні телесеріали, що вперше з'явилися на телеекранах
1. „Гра мільйонера[en]“ (нім. «Das Millionenspiel»)  (ФРН), зпродюсований Петера Мартенсгаймера[en] телесеріал Тома Толле (нім. «Tom Toelle»), знятий за сценарієм Вольфґанґа Менґе[en] на основі оповідання 1958-го року Роберта Шеклі „Премія за ризик“ (англ. «The Prize of Peril») . Прем'єра телесеріалу відбулася жовтня[167].
2. «Любовна війна[en]» (англ. «The Love War»)  (США), зпродюсований Аароном Спелліном телесеріал Джорджа Макковена[en], знятий за сценарієм Гуердона Трублада[en] та Дейвідом Кіддом ((англ.)). Прем'єра телесеріалу відбулася 10 березня[168].
3. «Нічні раби[en]» (англ. «Night Slaves»)  (США), зпродюсований Евереттом Чемберсом ((англ.)) телесеріал режисера Теда Поста, знятий за сценарієм Еверетта Чемберса, Джеррі Сола[en] та Роберта Шпехта (англ. Robert Specht) на основі однойменного роману американського прозаїка Джеррі Сола[en]. Прем'єра телесеріалу відбулася 29 вересня[169].
4. «Пам'ять Гаузера[en]» (англ. «Hauser's Memory»)  (США), зпродюсований Джеком Лердом ((англ.)) телесеріал Борис Сагала, знятий за сценарієм Едріена Спайса[en] на основі однойменного роману 1968-го року Курта Сіодмака, що є продовженням «Мозок Донована» (англ. «Hauser's Memory»). Прем'єра телесеріалу відбулася 24 листопада[170].

### Науково-фантастичні мультсеріали, що вперше з'явилися на телеекранах
1. «Янкі з Коннектикуту при дворі короля Артура» (англ. «A Connecticut Yankee in King Arthur's Court»)  (Австралія) Зорана Янжича англ. Zoran Janjic за сценарієм Майкла Робінсона (англ. Michael Robinson), створеним за мотивами однойменного роману (англ. A Connecticut Yankee in King Arthur's Court)  Марка Твена 1889 року[171].

## Проведені науково-фантастичні конвенції
1. 28-а всесвітня конвенція наукової фантастики[en], 22 серпня — 28 серпня, Гайдельбезька ратуша (нім. «Stadthalle Heidelberg») (Гайдельберґ, земля Баден-Вюртемберг, ФРН).

## Вручені премії фантастики
1. «Премія Г'юґо» (англ. «Hugo Award») (міжнародна) у номінаціях:
- «найкраще оповідання»
- «найкращу коротку повість»
- «найкращу повість»
- «найкращий роман»
- Найкращий професійний журнал[en]
- Найкращому письменнику-аматору
- Найкращому професійному художнику
- Найкращому митцю-аматору[en]

2. «Неб'юла» (англ. «Nebula Award») (США) у номінаціях:
- «найкраще оповідання»
- «найкращу коротку повість»
- «найкращу повість»
- «найкращий роман»

3. Меморіальна премія імені Едварда Е. Сміта «Небесний жайворонок» (США) за внесок до жанру — Джуді-Лінн Бенджамін дель Рей (редактор)
4. «Премія Британської науково-фантастичної асоціації» (англ. «British Science Fiction Association Award, BSFA Award») (Велика Британія) у номінаціях:
- «найкращий роман»

## Цього року померли
1. 21 березня у Відні Марлен Гаусхофер (англ. Marlen Haushofer), до шлюбу Марія Гелена Фрауендорфер (нім. Marie Helene Frauendorfer) (1820—1970), письменниця-фантастка (Австрія), на 50-му році життя[172] (рос.)
2. 7 червня у Ковентрі, (графство Західний Мідлендс) Едвард Морґан Форстер (англ. Edward Morgan Forster) (1879—1970), письменник-фантаст, (Англія), у віці 91 рік[173] (рос.)
3. 15 серпня у Москві Віктор Сапарин (рос. Сапарин Виктор Степанович) письменник (1905—1970), (Російська СФСР), у віці 65 років[174]

## Цього року народилися
1. 16 січня у Празі Петра Неомілнерова[cs] (чеськ. Petra Neomillnerová), письменниця-фантастка (Чехія)[175]
2. 27 лютого у м. Нью-Йорк, штат Нью-Йорк, США Майкл Е. Берштайн (англ. Michael A. Burstein) (1970 —), письменник-фантаст, (США)[176] письменник-фантаст (США)
3. 12 березня у Бостоні, округ Саффолк, штат Массачусетс, США) Дейвід Еґґерс (англ. Dave Eggers)[177] письменник-фантаст (США)
4. 3 квітня у Райнфельден (земля Баден-Вюртемберг, тоді ФРН) Дітмар Дат (нім. Dietmar Dath), письменник-фантаст (Німеччина)[178]
5. 6 червня у Східному Берліні (земля Берлін, тоді НДР) Бенджамін Штайн[de] (нім. Benjamin Steinl) як Маттіас Олбрехт (нім. Matthias Albrecht), письменник-фантаст (Німеччина)[179]
6. 25 серпня у Портленді, штат Орегон (графство Мерсісайд) Кріс Роберсон[en] (англ. Chris Roberson)[180] письменник-фантаст (США)

## Цього року дебютували у науковій фантастиці[181]
1. Крістофер Педлер (Англія, Велика Британія) (1927—1981) з оповіданням «Зображення в капсулі» (англ. «Image in Capsule») [182][183].
2. Едвард Браєнт-молодший[en] (США) (1945–2017) з оповіданням «Вони приходять лише у снах» (англ. «They Come Only in Dreams»)[184][185].
3. Конні Вілліс (США) з оповіданням «Санта-Тітікака» (англ. «Santa Titicaca»)[186][187].
4. Ґері К. Вольф (США) (1941 —) з оповіданням «Історія кохання» (англ. «Love Story»), [188][189].
5. Вім Ґізсен[en] (Нідерланди) з романом «Дива у Дивосвіті» (нід. «Mirakels in Wonderland»), [190].
6. Джек Денн[en] (1945 —) з оповіданням «Пастки» (англ. «Traps»),  у співавторстві з Джорджем Зебровськи[en] (США)[191][192][193].
7. Ґордон Еклунд[en] (США) з короткою повістю «Шановна тітка Анні» (англ. «Dear Aunt Annie»), [194][195]
8. Джордж Зебровськи[en] (США) (1945 —) з оповіданням «Пастки» (англ. «Traps»),  у співаторстві з Джеком Денном[en] та[191][192][193].
9. Лу Кіллоу[en] (США) з оповіданням «Застереження покупцю» (англ. «Caveat Emptor»), [196][197]<
10. Кетрін Курц (США) з романом «Піднесення Деріні[en]» (англ. «Deryni Rising»), [198][199]
11. Вонда Мак-Інтайр (англ. Vonda Neel McIntyre) (США) з оповіданням «Точка розриву» (англ. «Breaking Point»)[200][201].
12. Пемела Сарджент[en] (США) (1948 —) з оповіданням «Приземлена меншість» (англ. «Landed Minority»), [202][203].
13. Джой Чент[en] (Англія) з романом «Червоний місяць та чорна гора[en]» (англ. «Red Moon and Black Mountain»), [204][99]